# Final de la Liga de Campeones de la UEFA 2006-07
La final de la Liga de Campeones de la UEFA 2006-2007, se disputó el día 23 de mayo de 2007 en el Estadio Olímpico de Atenas, Grecia. Fue la 52.ª edición de la final y los equipos que la disputaron fueron el Milan y el Liverpool con resultado de 2–1 para los el conjunto rossonero, que logró su séptimo título de Copa de Europa.

## Resumen
| Equipo     | Pts. | PJ | PG | PE | PP | GF | GC | Dif. |
| ---------- | ---- | -- | -- | -- | -- | -- | -- | ---- |
| Milan      | 10   | 6  | 3  | 1  | 2  | 8  | 4  | +4   |
| Lille      | 9    | 6  | 2  | 3  | 1  | 8  | 5  | +3   |
| AEK Atenas | 8    | 6  | 2  | 2  | 2  | 6  | 9  | -3   |
| Anderlecht | 4    | 6  | 0  | 4  | 2  | 7  | 11 | -4   |

| Equipo               | Pts. | PJ | PG | PE | PP | GF | GC | Dif. |
| -------------------- | ---- | -- | -- | -- | -- | -- | -- | ---- |
| Liverpool            | 13   | 6  | 4  | 1  | 1  | 11 | 5  | +6   |
| PSV Eindhoven        | 10   | 6  | 3  | 1  | 2  | 6  | 6  | 0    |
| Girondins de Burdeos | 7    | 6  | 2  | 1  | 3  | 6  | 7  | -1   |
| Galatasaray          | 4    | 6  | 1  | 1  | 4  | 7  | 12 | -5   |

## Trayectoria de los finalistas

### AC Milan
El Milan tiene que comenzar desde la fase previa, debido a que finalizó tercero en la Serie A en la temporada 2005-06. Su rival es el Estrella Roja de Belgrado, equipo al que derrota por un global de 3-1, venciendo en ambos encuentros.
Queda clasificado para el Grupo H, a priori sencillo, junto al Anderlecht belga, el AEK Atenas y el Lille francés. Sin embargo, el Milan se descuida en las últimas jornadas, perdiendo los dos últimos partidos contra el AEK y contra los franceses. Pese a todo, consigue clasificarse como primero de grupo.
En octavos de final queda encuadrado con el Celtic de Glasgow. Si bien parte como favorito, los escoceses demuestran ser más duros de lo esperado, empatando 0-0 en la ida en Glasgow y aguantando ese mismo resultado en la vuelta de San Siro. Es Kaká en el descuento el que finalmente anota en la portería céltica para darle el pase a los rossoneros.
En cuartos de final se mide ante otro de los aspirantes al título, el Bayern de Múnich. En la ida, disputada en Milán, ambos equipos se enzarzan en una toma y daca continuo, generando los rossoneros múltiples ocasiones a través de la banda de Marek Jankulovski. Poco antes del descanso, Andrea Pirlo conecta un testarazo que bate a Michael Rensing, el cual puede hacer más. Alberto Gilardino anota de nuevo para los milanistas en la segunda mitad, pero el árbitro señala fuera de juego. El Bayern responde en el minuto 78, cuando Daniel Van Buyten está pillo para recoger un rechace de Dida tras un disparo de Claudio Pizarro. En el minuto 84, el árbitro señala penalti sobre Kaká, el cual se encarga el brasileño de transformar. Cuando el partido parecía terminar, Van Buyten, protagonista inesperado, anota el 2-2 definitivo en el descuento tras un centro lejano. En la vuelta, el Bayern sale a por todas y genera varias ocasiones de peligro, sin embargo, el Milan se encarga de sentenciar la eliminatoria rápidamente; Clarence Seedorf conecta un gran disparo desde fuera del área que bate a Oliver Kahn, y cuatro minutos después, Filippo Inzaghi establece el 0-2 definitivo.
En semifinales se produce otro choque entre dos colosos del fútbol europeo, esta vez contra el Manchester United. El partido se pone de cara para los red devils desde el inicio; en el minuto 6, Cristiano Ronaldo cabecea un córner que se estrella en Dida, colándose el rechace en la portería milanista. A partir de entonces el encuentro es un monólogo de los ingleses, hasta que en el minuto 22, Kaká supera a su defensor, Gabriel Heinze, y bate a Edwin van der Sar. El Manchester dispone de nuevas oportunidades, sin embargo, el Milan vuelve a anotar cuando menos se esperaba; Kaká, en una gran jugada personal, supera a tres defensores y marca de nuevo, estableciendo el 1-2. En la segunda mitad, el ManU da la vuelta al partido gracias a Wayne Rooney, que establece el empate en el minuto 59, y el 3-2 definitivo de un gran disparo cruzado en el descuento. En la vuelta en San Siro, el Milan resulta ser un vendaval desde el comienzo con ocasiones muy peligrosas; Kaká pone el 1-0 de un tiro al palo largo de Van der Sar, y Seedorf, de una jugada similar, el 2-0 antes del descanso. En la reanudación, los rossoneros sentencian la eliminatoria en el minuto 78 cuando Alberto Gilardino culmina tras un contraataque, ubicando el 3-0 definitivo y dando el pase al Milan a una final de la Champions League, dos años después de la última.

### Liverpool FC
Al igual que el Milan, el Liverpool tiene que comenzar en la fase previa, pues también finalizó tercero en su liga doméstica en la temporada 2005-06. Su oponente es el Maccabi Haifa israelí, al que vence 2-1 en Anfield y empata 1-1 en Israel.
El Liverpool queda encuadrado en el Grupo C, junto al PSV Eindhoven, Girondins de Burdeos y el Galatasaray turco. Finaliza primero, cediendo solo una derrota ante los turcos y un empate ante los holandeses.
En octavos de final tiene que verse las caras con el vigente campeón de la Champions League 2005-06, el FC Barcelona de Ronaldinho. En la ida, disputada en el Camp Nou, los azulgranas se adelantan rápidamente, en el minuto 14, cuando Deco culmina de un testarazo un centro de Gianluca Zambrotta. El Liverpool trata de responder mediante el juego aéreo, y poco antes del descanso, Craig Bellamy empata cabeceando un balón que Víctor Valdés consigue atrapar, pero que igualmente se cuela dentro de la portería. En el minuto 74 de la segunda mitad, aprovechando la completa desorganización de la defensa barcelonista, John Arne Riise sitúa el 1-2 definitivo. En la vuelta, el Barcelona estaba obligado a anotar, al menos, dos goles; Eidur Gudjohnsen anota el 0-1 para el conjunto catalán, pero el segundo gol no termina llegando, y el Liverpool consigue eliminar a uno de los máximos favoritos al título.
En cuartos de final se vuelve a ver las caras con el PSV Eindhoven. En esta ocasión, los reds no dan lugar a ninguna sorpresa, y derrotan a los holandeses 3-0 en la ida, disputada en Eindhoven; Steven Gerrard, Riise y Peter Crouch dan la victoria por 0-3 al Liverpool y ponen muy de cara la clasificación para los ingleses. En la vuelta, el partido llega a la segunda mitad sin goles, y para evitar darle cualquier tipo de emoción a la eliminatoria, Crouch establece el 1-0 en el minuto 67.
En semifinales se encuentran con otro conjunto inglés, el Chelsea de José Mourinho. El partido resulta bronco y el guardameta red, Pepe Reina, tiene que intervenir desde el inicio. En el minuto 29, Joe Cole culmina tras una gran cabalgada de Didier Drogba. El marcador no se moverá durante todo el partido; ambos equipos atacan con cautela, prefiriendo los balones y disparos largos, llegándose al final del primer encuentro. En la vuelta, esta vez con el Liverpool como local, se produce una situación similar a la de la ida, pero esta vez con las tornas cambiadas; en el minuto 22, Daniel Agger anota tras una falta botada por el capitán Gerrard. Según avanzaba el partido parecía claro que ambos conjuntos se conformaban con dejar pasar el tiempo. Tras la prórroga llegaron los penaltis, donde los reds demostraron una eficacia plena: Zenden, Xabi Alonso, Gerrard y Kuyt, todos anotaron sus respectivos lanzamientos, mientras que dos errores de los blues condenaron a los londinenses. El Liverpool accedía de esta manera a su segunda final de la UEFA Champions League en tres años.

## Partido
| 1     | POR   | Dida              |     |
| 44    | DEF   | Massimo Oddo      |     |
| 13    | DEF   | Alessandro Nesta  |     |
| 3     | DEF   | Paolo Maldini     |     |
| 18    | DEF   | Marek Jankulovski | 80' |
| 8     | MED   | Gennaro Gattuso   |     |
| 21    | MED   | Andrea Pirlo      |     |
| 23    | MED   | Massimo Ambrosini |     |
| 10    | MED   | Clarence Seedorf  | 92' |
| 22    | MED   | Kaká              |     |
| 9     | DEL   | Filippo Inzaghi   | 88' |
| D. T. | D. T. | Carlo Ancelotti   |     |

| 25    | POR   | Pepe Reina        |     |
| 3     | DEF   | Steve Finnan      | 88' |
| 23    | DEF   | Jamie Carragher   |     |
| 5     | DEF   | Daniel Agger      |     |
| 6     | DEF   | John Arne Riise   |     |
| 14    | MED   | Xabi Alonso       |     |
| 20    | MED   | Javier Mascherano | 78' |
| 16    | MED   | Jermaine Pennant  |     |
| 32    | MED   | Boudewijn Zenden  | 59' |
| 8     | MED   | Steven Gerrard    |     |
| 18    | DEL   | Dirk Kuyt         |     |
| D. T. | D. T. | Rafael Benítez    |     |

| 4  | DEF | Kakha Kaladze     | 80' |
| 11 | DEL | Alberto Gilardino | 88' |
| 19 | DEF | Giuseppe Favalli  | 92' |

| 7  | MED | Harry Kewell   | 59' |
| 15 | MED | Peter Crouch   | 78' |
| 2  | DEF | Álvaro Arbeloa | 88' |

| 45' · 82' | Filippo Inzaghi | 1:0 2:0 |

| 89' | Dirk Kuyt | 2:1 |

| 40' · 54' | Gennaro Gattuso Marek Jankulovski |

| 58' · 60' | Javier Mascherano Jamie Carragher |

| Principal  | Herbert Fandel |
| Asistentes | Carsten Kadach |
|            | Volker Wezel   |
| Cuarto     | Florian Meyer  |

|                    |    |    |
| Tiros              | 5  | 12 |
| Tiros a puerta     | 3  | 4  |
| Faltas             | 15 | 27 |
| Saques de esquina  | 4  | 6  |
| Fueras de juego    | 3  | 3  |
| Posesión del balón | 53 | 47 |

| Alineación inicial |

| 1     | POR   | Dida              |     |
| 44    | DEF   | Massimo Oddo      |     |
| 13    | DEF   | Alessandro Nesta  |     |
| 3     | DEF   | Paolo Maldini     |     |
| 18    | DEF   | Marek Jankulovski | 80' |
| 8     | MED   | Gennaro Gattuso   |     |
| 21    | MED   | Andrea Pirlo      |     |
| 23    | MED   | Massimo Ambrosini |     |
| 10    | MED   | Clarence Seedorf  | 92' |
| 22    | MED   | Kaká              |     |
| 9     | DEL   | Filippo Inzaghi   | 88' |
| D. T. | D. T. | Carlo Ancelotti   |     |

| 25    | POR   | Pepe Reina        |     |
| 3     | DEF   | Steve Finnan      | 88' |
| 23    | DEF   | Jamie Carragher   |     |
| 5     | DEF   | Daniel Agger      |     |
| 6     | DEF   | John Arne Riise   |     |
| 14    | MED   | Xabi Alonso       |     |
| 20    | MED   | Javier Mascherano | 78' |
| 16    | MED   | Jermaine Pennant  |     |
| 32    | MED   | Boudewijn Zenden  | 59' |
| 8     | MED   | Steven Gerrard    |     |
| 18    | DEL   | Dirk Kuyt         |     |
| D. T. | D. T. | Rafael Benítez    |     |

| 4  | DEF | Kakha Kaladze     | 80' |
| 11 | DEL | Alberto Gilardino | 88' |
| 19 | DEF | Giuseppe Favalli  | 92' |

| 7  | MED | Harry Kewell   | 59' |
| 15 | MED | Peter Crouch   | 78' |
| 2  | DEF | Álvaro Arbeloa | 88' |

| 45' · 82' | Filippo Inzaghi | 1:0 2:0 |

| 89' | Dirk Kuyt | 2:1 |

| 40' · 54' | Gennaro Gattuso Marek Jankulovski |

| 58' · 60' | Javier Mascherano Jamie Carragher |

| Principal  | Herbert Fandel |
| Asistentes | Carsten Kadach |
|            | Volker Wezel   |
| Cuarto     | Florian Meyer  |

|                    |    |    |
| Tiros              | 5  | 12 |
| Tiros a puerta     | 3  | 4  |
| Faltas             | 15 | 27 |
| Saques de esquina  | 4  | 6  |
| Fueras de juego    | 3  | 3  |
| Posesión del balón | 53 | 47 |

| Alineación inicial |

| 1     | POR   | Dida              |     |
| 44    | DEF   | Massimo Oddo      |     |
| 13    | DEF   | Alessandro Nesta  |     |
| 3     | DEF   | Paolo Maldini     |     |
| 18    | DEF   | Marek Jankulovski | 80' |
| 8     | MED   | Gennaro Gattuso   |     |
| 21    | MED   | Andrea Pirlo      |     |
| 23    | MED   | Massimo Ambrosini |     |
| 10    | MED   | Clarence Seedorf  | 92' |
| 22    | MED   | Kaká              |     |
| 9     | DEL   | Filippo Inzaghi   | 88' |
| D. T. | D. T. | Carlo Ancelotti   |     |

| 25    | POR   | Pepe Reina        |     |
| 3     | DEF   | Steve Finnan      | 88' |
| 23    | DEF   | Jamie Carragher   |     |
| 5     | DEF   | Daniel Agger      |     |
| 6     | DEF   | John Arne Riise   |     |
| 14    | MED   | Xabi Alonso       |     |
| 20    | MED   | Javier Mascherano | 78' |
| 16    | MED   | Jermaine Pennant  |     |
| 32    | MED   | Boudewijn Zenden  | 59' |
| 8     | MED   | Steven Gerrard    |     |
| 18    | DEL   | Dirk Kuyt         |     |
| D. T. | D. T. | Rafael Benítez    |     |

| 4  | DEF | Kakha Kaladze     | 80' |
| 11 | DEL | Alberto Gilardino | 88' |
| 19 | DEF | Giuseppe Favalli  | 92' |

| 7  | MED | Harry Kewell   | 59' |
| 15 | MED | Peter Crouch   | 78' |
| 2  | DEF | Álvaro Arbeloa | 88' |

| 45' · 82' | Filippo Inzaghi | 1:0 2:0 |

| 89' | Dirk Kuyt | 2:1 |

| 40' · 54' | Gennaro Gattuso Marek Jankulovski |

| 58' · 60' | Javier Mascherano Jamie Carragher |

| Principal  | Herbert Fandel |
| Asistentes | Carsten Kadach |
|            | Volker Wezel   |
| Cuarto     | Florian Meyer  |

|                    |    |    |
| Tiros              | 5  | 12 |
| Tiros a puerta     | 3  | 4  |
| Faltas             | 15 | 27 |
| Saques de esquina  | 4  | 6  |
| Fueras de juego    | 3  | 3  |
| Posesión del balón | 53 | 47 |

| Alineación inicial |

| 1     | POR   | Dida              |     |
| 44    | DEF   | Massimo Oddo      |     |
| 13    | DEF   | Alessandro Nesta  |     |
| 3     | DEF   | Paolo Maldini     |     |
| 18    | DEF   | Marek Jankulovski | 80' |
| 8     | MED   | Gennaro Gattuso   |     |
| 21    | MED   | Andrea Pirlo      |     |
| 23    | MED   | Massimo Ambrosini |     |
| 10    | MED   | Clarence Seedorf  | 92' |
| 22    | MED   | Kaká              |     |
| 9     | DEL   | Filippo Inzaghi   | 88' |
| D. T. | D. T. | Carlo Ancelotti   |     |

| 25    | POR   | Pepe Reina        |     |
| 3     | DEF   | Steve Finnan      | 88' |
| 23    | DEF   | Jamie Carragher   |     |
| 5     | DEF   | Daniel Agger      |     |
| 6     | DEF   | John Arne Riise   |     |
| 14    | MED   | Xabi Alonso       |     |
| 20    | MED   | Javier Mascherano | 78' |
| 16    | MED   | Jermaine Pennant  |     |
| 32    | MED   | Boudewijn Zenden  | 59' |
| 8     | MED   | Steven Gerrard    |     |
| 18    | DEL   | Dirk Kuyt         |     |
| D. T. | D. T. | Rafael Benítez    |     |

| 4  | DEF | Kakha Kaladze     | 80' |
| 11 | DEL | Alberto Gilardino | 88' |
| 19 | DEF | Giuseppe Favalli  | 92' |

| 7  | MED | Harry Kewell   | 59' |
| 15 | MED | Peter Crouch   | 78' |
| 2  | DEF | Álvaro Arbeloa | 88' |

| 45' · 82' | Filippo Inzaghi | 1:0 2:0 |

| 89' | Dirk Kuyt | 2:1 |

| 40' · 54' | Gennaro Gattuso Marek Jankulovski |

| 58' · 60' | Javier Mascherano Jamie Carragher |

| Principal  | Herbert Fandel |
| Asistentes | Carsten Kadach |
|            | Volker Wezel   |
| Cuarto     | Florian Meyer  |

|                    |    |    |
| Tiros              | 5  | 12 |
| Tiros a puerta     | 3  | 4  |
| Faltas             | 15 | 27 |
| Saques de esquina  | 4  | 6  |
| Fueras de juego    | 3  | 3  |
| Posesión del balón | 53 | 47 |

| Alineación inicial |

|                   |
| Bandera de Italia |
| Campeón AC Milan  |
| 7.mo Título       |